# Ирминсуль
Ирминсуль (Irminsuli, Irminsûl) — священное дерево или ствол дерева саксов, посвященное богу Ирмину, главный объект почитания северных германцев еще со времен Тацита, который описывает слухи о «геркулесовых столпах» в землях фризов.
Главный Ирминсуль находился в священной роще у Эресбурга в Вестфалии, где в 772 году он был разрушен Карлом Великим, стремившимся крестить саксов вождя Видукинда, другой — на реке Унштрут, в Тюрингии. В Ирминсуле сами германцы видели изображение мирового ясеня Иггдрасиля. 
По представлениям саксов, Миры, находящиеся на этом Древе, воплощают в себе все силы Вселенной; в кроне Древа располагается обитель Асов (верховных богов) — Асгард, в корнях — мрачное царство смерти — Хель. В ветвях, друг напротив друга расположены «противоположные» миры: Муспелльсхейм (мир Огня) и Нифльхейм (мир Льда), Льюсальвхейм (мир Светлых эльфов — полубогов) и Свартальфахейм (мир Тёмных эльфов — карликов Цвергов), Ванахейм (мир Ванов — богов плодородия) и Ётунхейм (мир великанов, воплощающих силы Хаоса), в центре располагается мир, соединивший в себе все эти архетипические свойства: мир людей — Мидгард.